# Rebelión de Cupan
La rebelión de Cupan (en húngaro: Koppány lázadása) fue un movimiento político-religioso de húngaros paganos que seguían al noble Cupan, con intenciones de derrocar al Príncipe San Esteban I de Hungría.

## Antecedentes
La tradición antigua húngara precristiana dictaminaba que luego de la muerte de un príncipe húngaro, quien le sucedería sería precisamente el miembro de la familia de mayor edad, sin importar si fuese descendiente directo o no. Tras la muerte del Príncipe Géza de Hungría, él había convertido al Cristianismo a su hijo Vajk, quien había adoptado el nombre de Esteban. Se había establecido el sistema de sucesión basado en la tradición medieval cristiana, de la primogenitura, donde el trono se transferiría al hijo mayor del monarca. 

## La rebelión de Cupan
El noble Cupan, Señor de Somogy, familiar del fallecido Príncipe Géza se sentía con derecho al trono y desconocía a Esteban, y si bien había sido bautizado, igualmente rechazaba el cristianismo. El enfrentamiento final entre Esteban y Cupan se llevó a cabo cerca de la ciudad de Veszprém en 997, cuando los ejércitos húngaros cristianos guiados por Csanád y asistidos por tropas germanas al mando del Conde Vencelino de Wasserburg derrotarían a las fuerzas paganas durante la Batalla de Veszprém. Cupan fue descuartizado posteriormente y las cuatro partes se colocaron en las puertas de las principales ciudades húngaras de la época (Győr, Veszprém, Esztergom y Gyulafehérvár), sirviendo como advertencia para aquellos que deseasen atentar contra la autoridad del Príncipe húngaro. 
Después de sofocar la rebelión pagana, Esteban fue coronado rey en 1000 y consigo Hungría subiría desde el rango de Principado al de Reino. Durante su reinado, Esteban I profundizó y estableció bases sólidas para el cristianismo en Hungría, hasta el punto de obtener su canonización en 1083.